# Athing Mu
Athing Mu (født 8. juni 2002) er en amerikansk atlet, der konkurrerer i mellemdistanceløb.
Hun blev olympisk mester, da hun vandt guld for USA på 800 meter og var på det amerikanske hold, der vandt 4 x 400 meter stafet ved sommer-OL 2020 i Tokyo.